# 钟家明
钟家明（1941年9月—），男，汉族，江西萍乡人，中华人民共和国政治人物，曾任江西省人大常委会副主任，第十届全国人大代表。